# Kantiemir Bałagow
Kantiemir Arturowicz Bałagow, ros. Кантемир Артурович Балагов (ur. 28 lipca 1991 w Nalczyku) – rosyjski reżyser i scenarzysta filmowy. Uczeń Aleksandra Sokurowa. W swojej twórczości, z zaskakującą jak na swój wiek dojrzałością, ukazuje istotne wydarzenia z dziejów najnowszych Rosji z perspektywy klaustrofobicznie osamotnionych i straumatyzowanych bohaterów.

## Życiorys
Urodził się w Kabardo-Bałkarii na północnym Kaukazie w rodzinie niezwiązanej z branżą filmową. Jego matka uczy chemii i biologii w miejscowej szkole, gdzie jest również dyrektorem. Ojciec jest lokalnym przedsiębiorcą.
Bałagow początkowo studiował ekonomię w Stawropolu. Jego pasją była fotografia, nakręcił też z przyjaciółmi amatorski serial internetowy. Rozpoczął trzyletnie studia na założonym przez reżysera Aleksandra Sokurowa Wydziale Filmowym na Kabardyjsko-Bałkarskim Uniwersytecie Państwowym im. Ch.M. Bierbiekowa w Nalczyku. Tam właśnie, pod jego kierunkiem, nakręcił swoje trzy pierwsze filmy krótkometrażowe.
Jego pełnometrażowy debiut Bliskość (2017) miał swoją premierę w sekcji "Un Certain Regard" na 70. MFF w Cannes, gdzie zdobył Nagrodę FIPRESCI. Obraz ukazywał mozaikę narodowościową żyjącą na Kaukazie w czasie trwającej w latach 90. XX w. wojny w Czeczenii. Sytuację tę poznajemy przez pryzmat żydowskiej rodziny. Musi ona stawić czoła niespodziewanemu wydarzeniu, które wstrząsa całą lokalną diasporą.
Nagroda FIPRESCI przypadła Bałagowowi ponownie w udziale już dwa lata później, gdy prezentował na 72. MFF w Cannes swój kolejny film Wysoka dziewczyna (2019), inspirowany reportażem białoruskiej noblistki Swiatłany Aleksijewicz Wojna nie ma w sobie nic z kobiety. Obraz opisywał rodzące się uczucie pomiędzy dwiema kobietami w zrujnowanym przez wojnę Leningradzie. Film przyniósł młodemu twórcy nagrodę za najlepszą reżyserię w sekcji "Un Certain Regard". Stał się także oficjalnym kandydatem Rosji do Oscara dla najlepszego filmu nieanglojęzycznego. Chociaż znalazł się na skróconej liście dziesięciu pretendentów do nominacji w tej kategorii, ostatecznie jej nie otrzymał.
Bałagow zasiadał w jury sekcji "Un Certain Regard" na 71. MFF w Cannes (2018).

## Filmografia

### Reżyser

#### Filmy fabularne
- 2017: Bliskość (Теснота)
- 2019: Wysoka dziewczyna (Дылда)

#### Filmy krótkometrażowe
- 2014: Pierwszy ja (Первый я)
- 2015: Andriucha (Андрюха)
- 2015: Jeszcze młody (Молодой ещё)[6][7]